# Luksiugiun
Luksiugiun (ros. Люксюгюн) – wieś w Rosji, w Jakucji, w ułusie kobiajskim. W 2021 liczyła 228 mieszkańców.